# Jalisco canta en Sevilla
Jalisco canta en Sevilla es una película de comedia musical hispanomexicana de 1949, producida, escrita y dirigida por Fernando de Fuentes, y protagonizada por Jorge Negrete y Carmen Sevilla.

## Argumento
Un charro mexicano y su ayudante, arruinados por el juego llegan a Sevilla con la intención de cobrar una herencia que casi pierden por confusión de nombres. Gracias a la ayuda facilitada por un torero retirado y su hija Araceli, logran cobrarla.

## Reparto
- Jorge Negrete como Nacho Mendoza
- Carmen Sevilla como Araceli Vargas
- Armando Soto La Marina "El Chicote" como Nopal
- Jesús Tordesillas es don Manuel Vargas

## Producción
La película fue rodada íntegramente en España en las provincias de Madrid, con exteriores rodados en Sevilla.